# Fredius reflexifrons
Fredius reflexifrons is een krabbensoort uit de familie van de Pseudothelphusidae. De wetenschappelijke naam van de soort is voor het eerst geldig gepubliceerd in 1897 door Ortmann.